# Wiktor Kornijenko
Wiktor Wałerijowycz Kornijenko (ukr. Віктор Валерійович Корнієнко, ur. 14 lutego 1999 w Połtawie) – ukraiński piłkarz, grający na pozycji pomocnika.

## Kariera piłkarska

### Kariera klubowa
Wychowanek Szkoły Sportowej Worskła Połtawa i Illicziweć Mariupol, a potem Akademii Piłkarskiej Szachtar Donieck, barwy których bronił w juniorskich mistrzostwach Ukrainy (DJuFL). 7 sierpnia 2016 roku rozpoczął karierę piłkarską w składzie juniorskiej drużyny Szachtara U-19, potem grał w młodzieżowej drużynie. 27 czerwca 2019 został wypożyczony do FK Mariupol.

### Kariera reprezentacyjna
W 2017 debiutował w juniorskiej reprezentacji U-19. W 2019 został powołany do młodzieżowej reprezentacji Ukrainy.

## Sukcesy i odznaczenia

### Sukcesy reprezentacyjne
- Mistrzostwo świata U-20: 2019

### Odznaczenia
- Order „Za zasługi” III Klasy – 2019[3]
- tytuł Mistrza Sportu Ukrainy – 2019